# Ekebyhovs Äppelgenbank

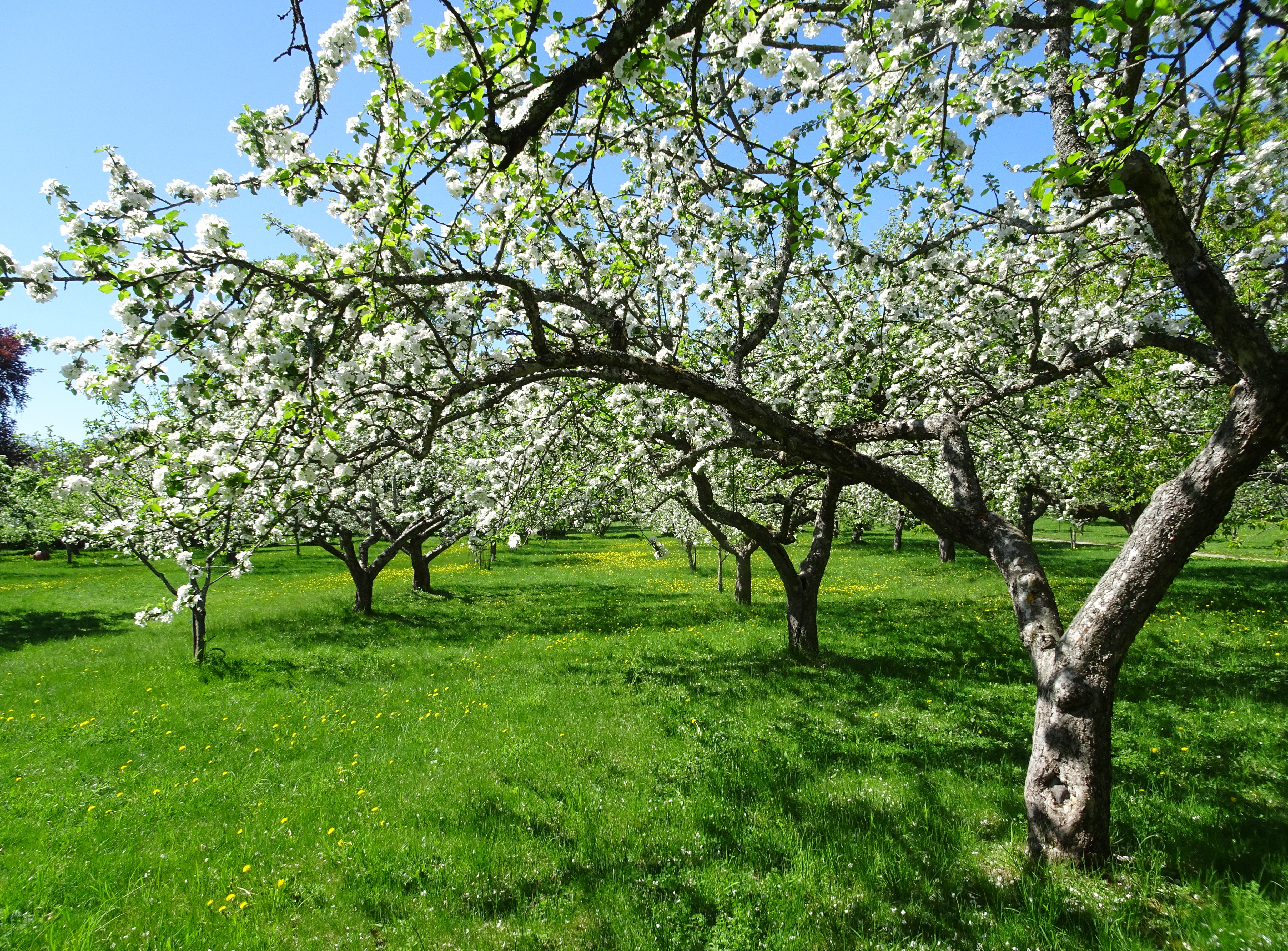
Ekebyhovs äppelträd i blom, maj 2018.

Ekebyhovs Äppelgenbank ligger i anslutning till och öster om Ekebyhovs slott på Ekerön i Ekerö kommun, Stockholms län. Verksamheten bedrivs sedan 1998. I Ekebyhovs äppelgenbank finns idag ett 50-tal olika äppelsorter som skall säkra gamla svenska äppelsorter för framtiden.

## Historik

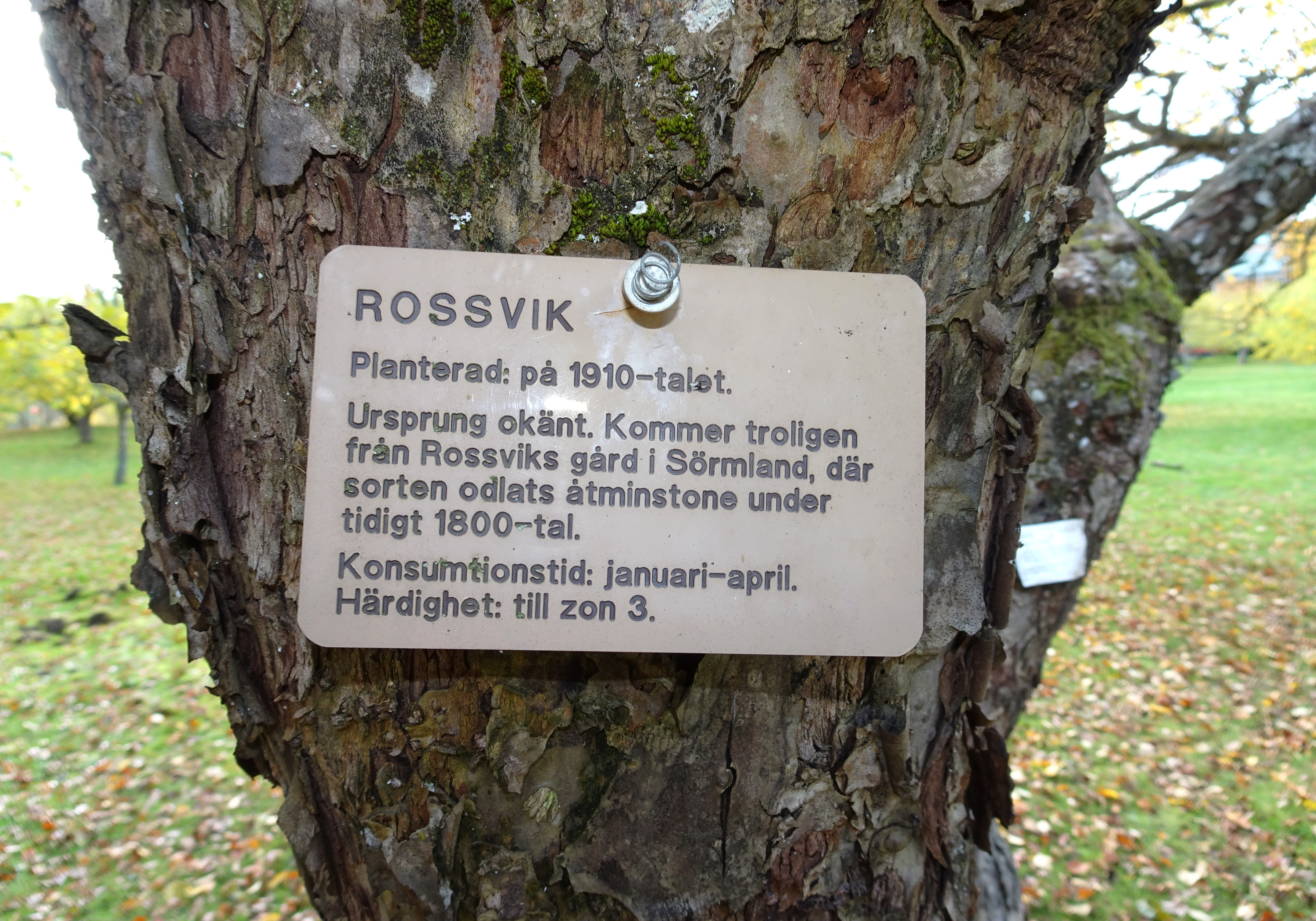
Information på ett av träden.

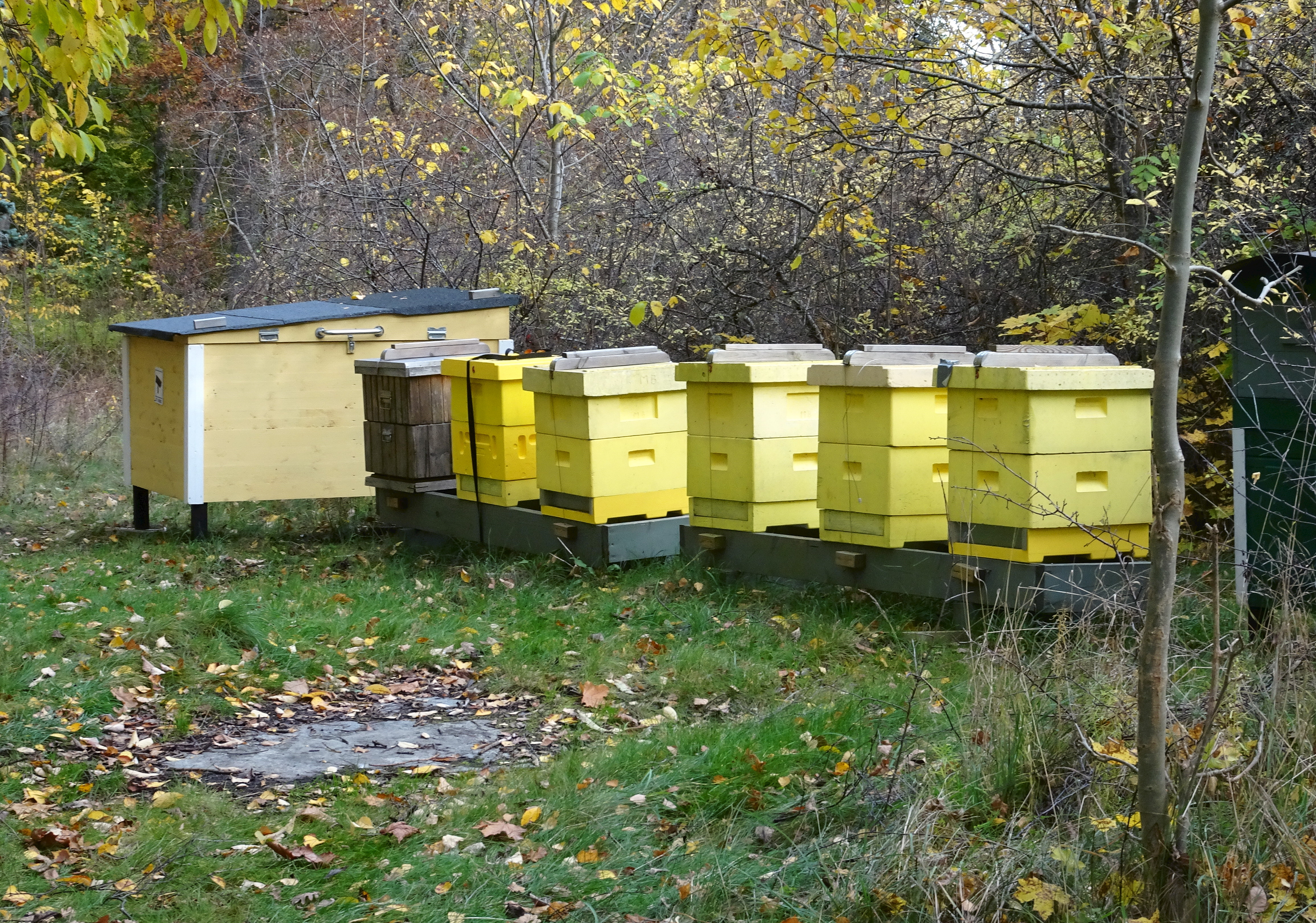
Föreningsbigården.

Redan på 1620-talet, när föregångaren till dagen Ekebyhov byggdes, intresserade man sig för fruktodling. 1699 fanns flera hundra olika fruktträd på Ekebyhov. Man nämner 100 äppelträd, 68 päronträd och 3 körsbärsträd. 1781 låg inom området en fruktträdgård med 180 äkta fruktträd och ytterligare en trädgård med en stor plantskola.
År 1917 startade Johan Ihre, dåvarande ägare av Ekebyhovs slott, en trädplantskola som främst var inriktad på äppel- och päronsorter för odling i Mellansverige men även i exempelvis Finland. I mitten av 1920-talet omfattade plantskolan en areal om 16 hektar och man hade 60 000 äppel- och päronplantor.

## Äppelgenbanken
Dagens äppelgenbank tillkom 1998 genom ett avtal mellan Ekerö kommun och Nordiska Genbanken. Sedan 2003 finns även ett avtal med det nationella Programmet för Odlad Mångfald (POM). Totalt finns ett 50-tal olika äppelsorter i Ekebyhovs äppelgenbank, samtliga har anknytning till Uppland och Mellansverige och alla finns beskrivna i en speciell trycksak: Äppelgenbanken i Ekebyhovsparken. 
I trädgården står omkring 130 fruktträd (äpple, päron, plommon) alla är försedda med skyltar, som redovisar namn, ursprung, härdighet och planteringsår. De flesta träden härrör från början av 1900-talet och är kompletterade 1997. För pollinering ansvarar Biodlarföreningen på Mälaröarna som har sin föreningsbigård i anslutning till fruktträdgården.

## Verksamhet
Syftet med verksamheten är att bevara gamla svenska äppelsorter för framtiden. Träden skall kunna leverera sortäkta ympmaterial som sedan används för växtförädling. Sveriges Pomologiska Sällskap beskär och vårdar träden flera gånger under vårvinter och höst. Allmänheten inbjuds att följa beskärningsarbetet. På Äpplets Dag som äger rum i september ordnas fruktutställning och sortbestämning.

## Äpplen mognar i Ekebyhovs Äppelgenbank

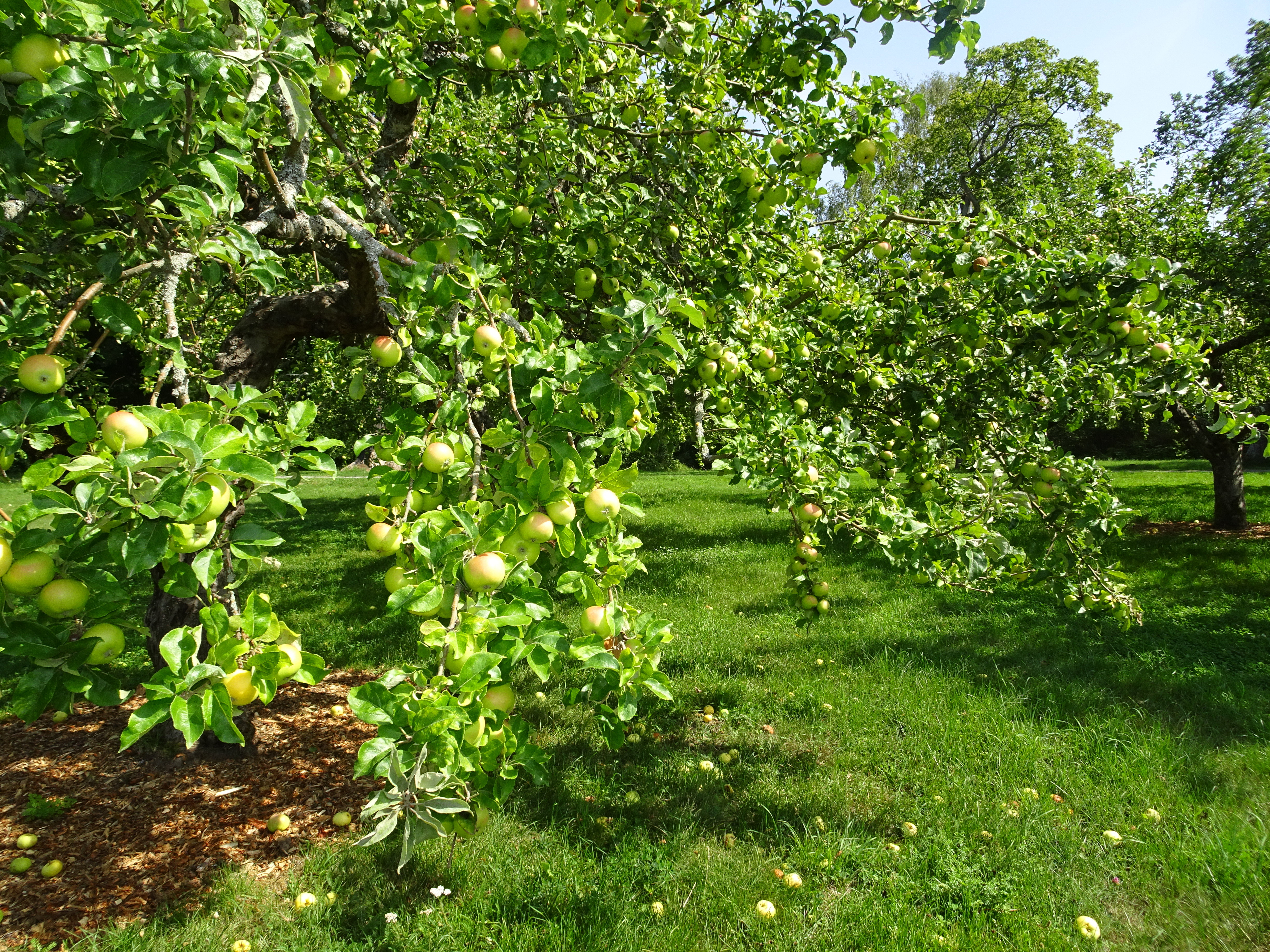
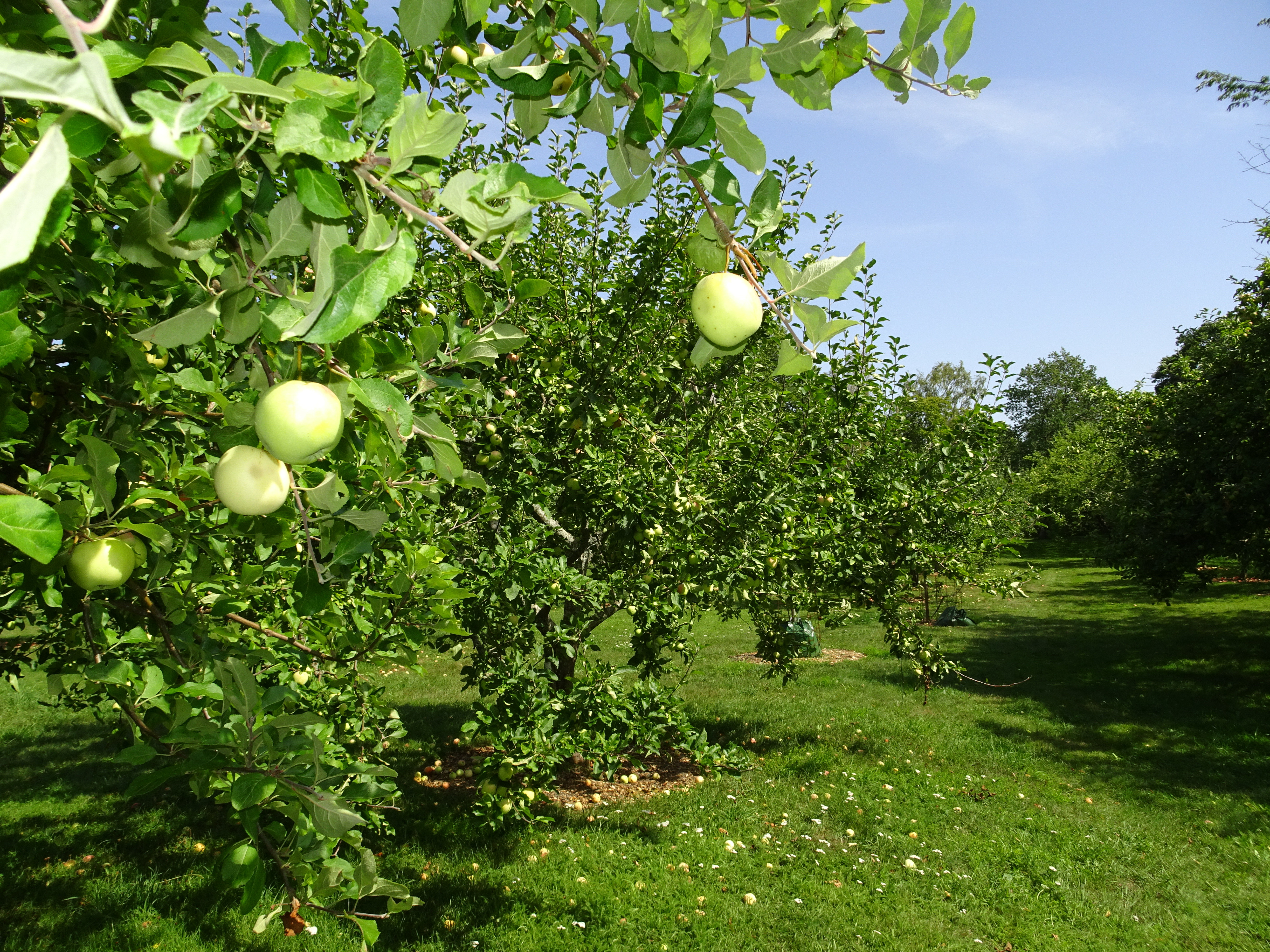
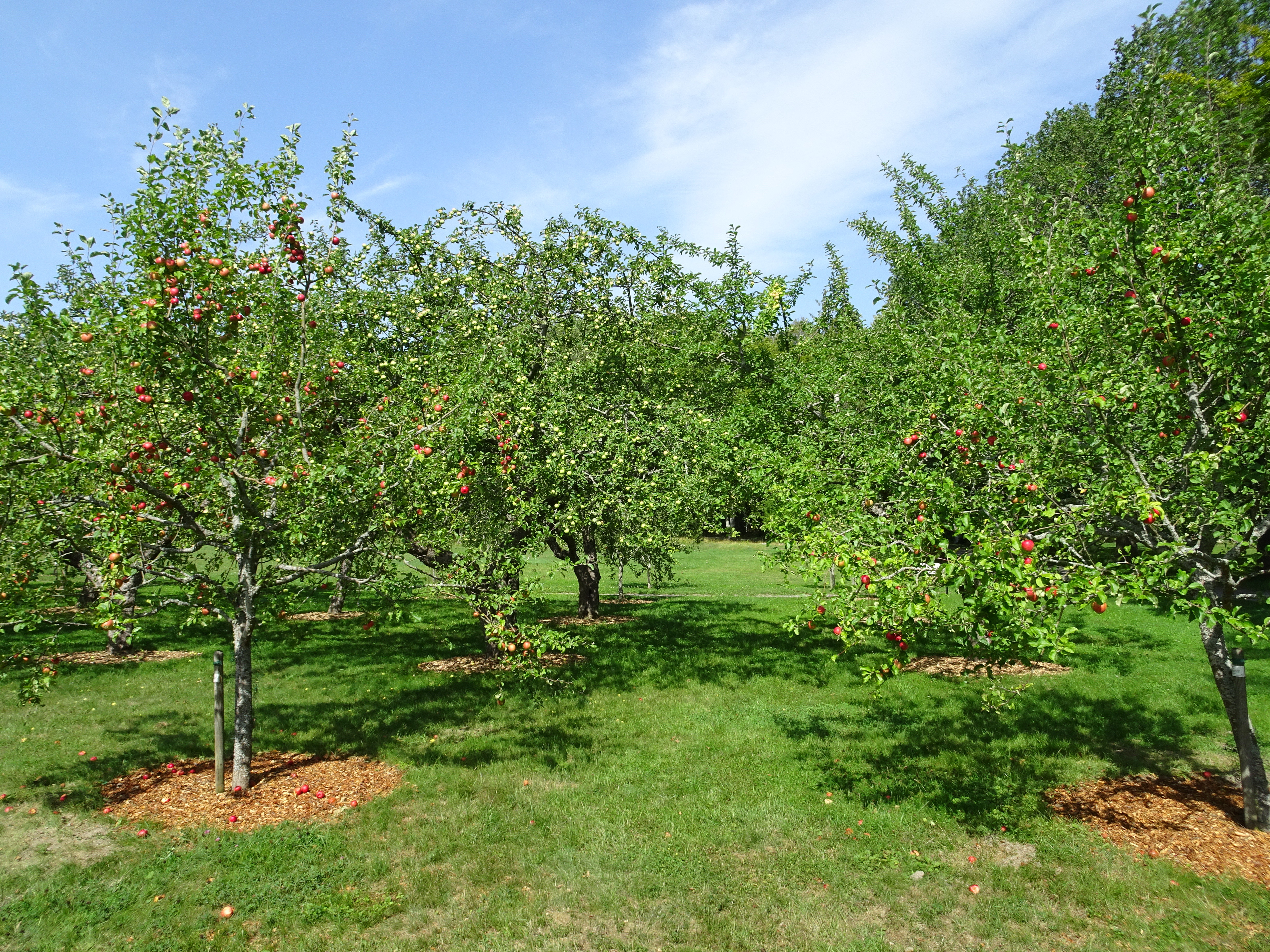
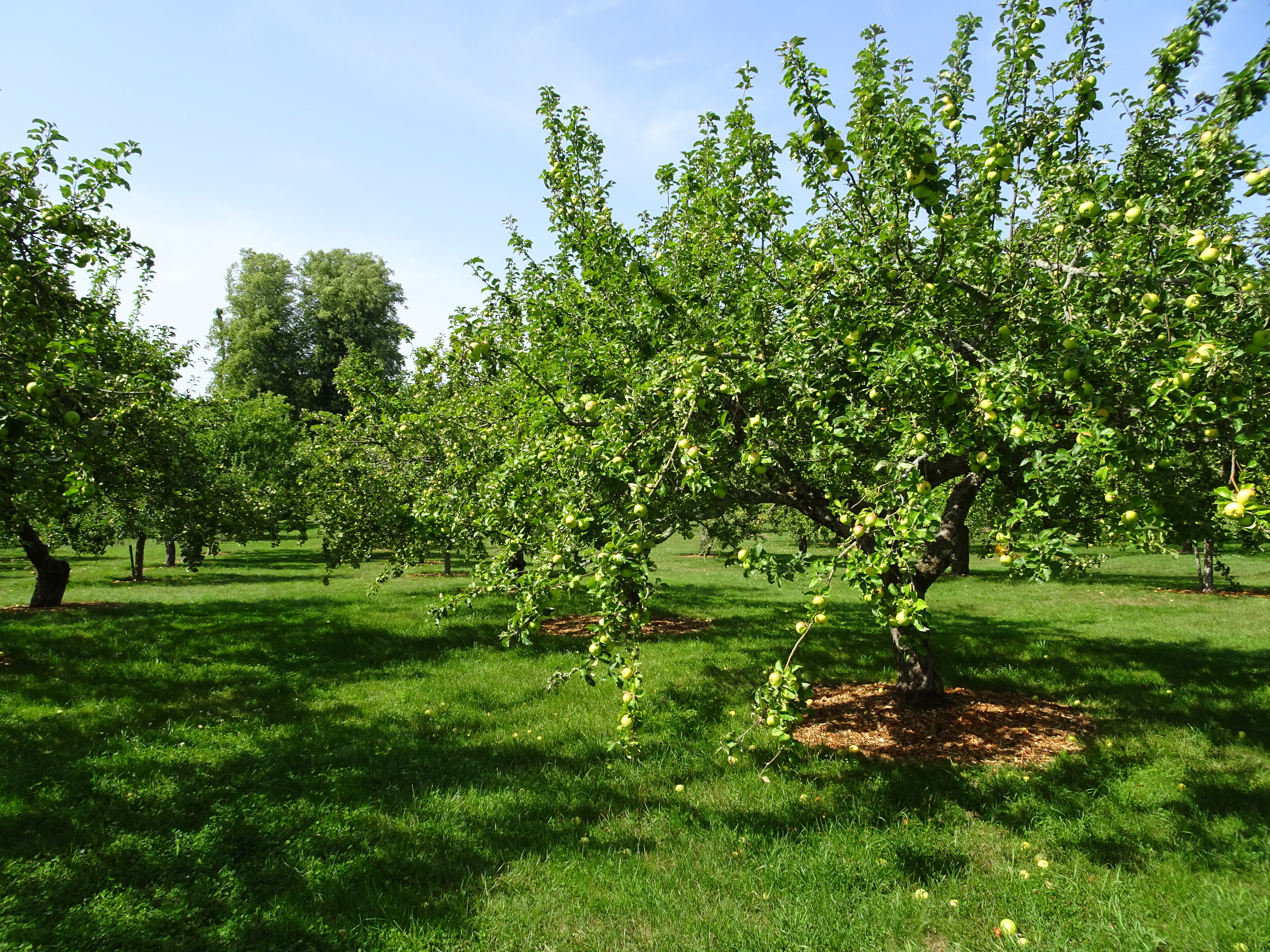
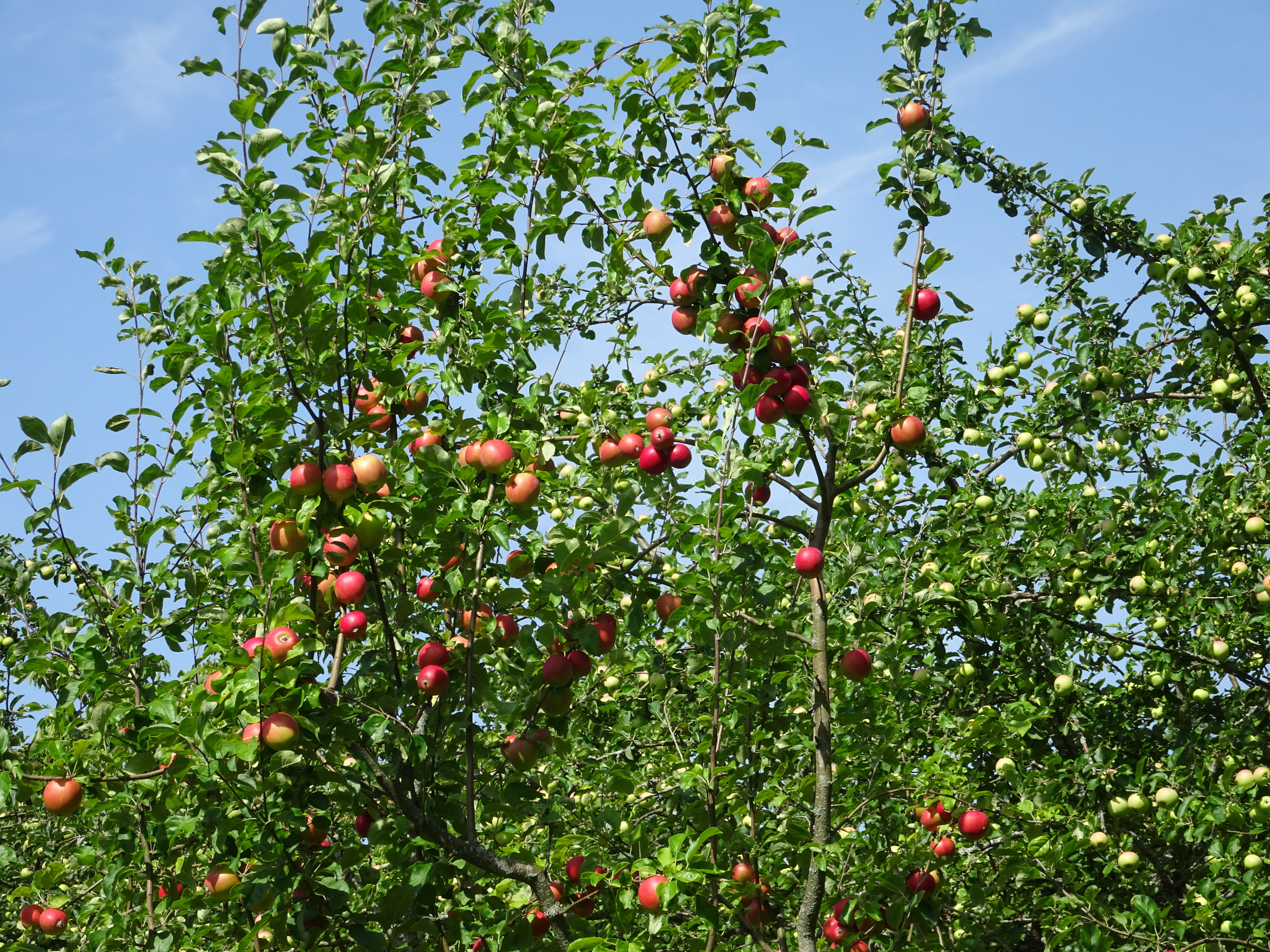

## Andra svenska äppelgenbanker (urval)
- Bergianska trädgården
- Capellagården
- Fredriksdal museer och trädgårdar
- Julita gård
- Linnés Hammarby